# Transferència de tecnologia

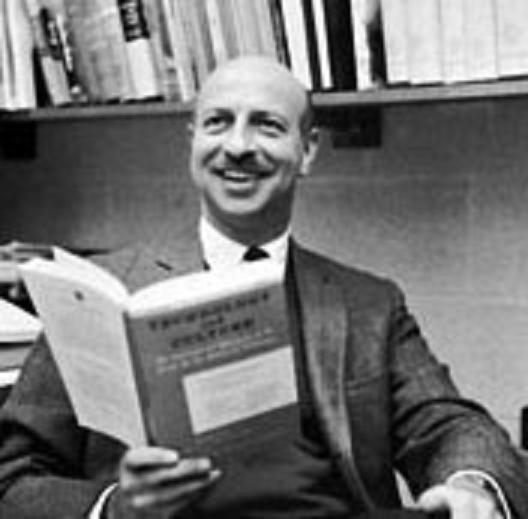
Fotografia de Melvin Kranzberg. Autor d'unes lleis de tecnologia.

La transferència de tecnologia és el procés de transferència de competències, coneixements, tecnologies, mètodes de fabricació, mostres de fabricació i instal·lacions entre governs o universitats i altres institucions per tal d'assegurar que els avenços científics i tecnològics siguin accessibles a un nombre més gran d'usuaris, que poden llavors desenvolupar i explotar la tecnologia en nous productes, processos, aplicacions, materials o serveis. Està estretament relacionada (i possiblement se'n pot considerar com un subconjunt) amb la transferència de coneixement.
Alguns també consideren la transferència de tecnologia com un procés de trasllat dels temes d'investigació prometedors a un nivell de maduresa preparada per a fabricació o producció a granel.
Els agents tecnològics són persones que van descobrir la forma de vincular els diferents mons i aplicar conceptes científics o processos a noves situacions o circumstàncies. Un terme relacionat, utilitzat gairebé com a sinònim, és «valorització de la tecnologia». Encara que aquesta pràctica s'ha utilitzat durant molts anys (en l'antiguitat, Arquimedes era notable per aplicar la ciència als problemes pràctics), el volum actual de recerca ha conduït a un enfocament en el procés en si.

## Procés de transferència
Moltes empreses, universitats i organitzacions governamentals ara tenen una Oficina (o Centre) de Transferència de Tecnologia (OTT o CTT, també coneguda en anglès com «Tech Transfer» o «TechXfer») dedicada a la identificació d'una investigació que té un potencial interès comercial i les estratègies de com explotar-la. Per exemple, un resultat de la investigació pot ser de gran interès científic i comercial, però les patents s'emeten normalment només per a processos pràctics, de manera que algú, no necessàriament els investigadors, ha d'arribar a un procés pràctic específic. Una altra consideració és el valor comercial; per exemple, mentre que hi ha moltes maneres d'aconseguir la fusió nuclear, les de valor comercial són aquelles que generen més energia de la que requereixen per operar.
El procés d'explotar comercialment la investigació varia àmpliament. Pot involucrar acords de concessió de llicències o establir aliances d'empreses i associacions per compartir tant els riscos com recompenses de portar noves tecnologies al mercat. Altres vehicles corporatius, per exemple, «spin-outs», s'utilitzen quan l'organització amfitriona no té la voluntat, recursos o habilitats necessàries per desenvolupar una nova tecnologia. Sovint, aquests mètodes estan associats amb l'augment de capital de risc («VC») com un mitjà per finançar el procés de desenvolupament, una pràctica més comuna als Estats Units que a la Unió Europea, que té un enfocament més conservador al finançament de capital de risc. Empreses d'investigació «spin-off» són un vehicle popular de comercialització al Canadà, on la taxa de concessió de llicències de recerca de la universitat canadenca segueix sent molt inferior a la dels EUA.
Oficines de transferència de tecnologia poden treballar en benefici de les institucions de recerca, governs i fins i tot, multinacionals de grans dimensions. Quan «empreses emergents» i «spin-outs» són els clients, a vegades són suprimides les tarifes comercials a canvi d'una participació accionària en l'empresa. Com a resultat de la possible complexitat del procés de transferència de tecnologia, organitzacions de transferència de tecnologia són sovint multidisciplinari, incloent-hi economistes, enginyers, advocats, comerciants i científics. La dinàmica del procés de transferència de tecnologia ha cridat l'atenció per dret propi, i hi ha diverses societats i revistes dedicades.
Als EUA, hi ha hagut un expressiu augment en el camp d'intermediaris especialitzats en transferència de tecnologia des de la dècada del 1980, estimulat en gran part per la Llei Bayh-Dole i legislació equivalent en altres països, que va proporcionar incentius addicionals per a l'explotació de la recerca.

## Inconvenients
Malgrat els incentius per impulsar la recerca en la producció, els aspectes pràctics són de vegades difícils de realitzar en la pràctica. Utilitzant els nivells de preparació tecnològica (TRL) del Departament de Defensa com a criteri (per exemple), la investigació tendeix a centrar-se en TRL 1-3, mentre que la disponibilitat per a la producció tendeix a concentrar-se en TRL 7/6 o superior. Superar TRL-3 al TRL-6 s'ha demostrat difícil en algunes organitzacions. L'intent d'apressar la investigació (prototips) en producció (plenament provat sota condicions diverses, mantenible, fiable, etc.) tendeix a ser més costós i va necessitar més temps del que s'esperava.